# 続・全席死刑 -LIVE BLACK MASS 大阪-
『続・全席死刑 -LIVE BLACK MASS 大阪-』は、聖飢魔IIの第三十二教典でD.C.18年（2016年）7月27日に発布された、ミサ教典（ライブ盤）としてはD.C.18年（2016年）4月13日発布の『全席死刑 -LIVE BLACK MASS 東京-』以来10枚目となる大教典。

## 概要
2015年に地球デビュー30周年を迎えた聖飢魔IIは、同年11月から翌年1月にかけて続・全席死刑 TOURを行った。
ツアーファイナルとなった1月21日のオリックス劇場公演の模様を収録。
初回盤はスリーブケース仕様となっている。

## 収録曲

### DISC 1
1. 悍ましきPrologue
2. エガオノママデ
3. 空の雫
4. Talk-1
5. 20世紀狂詩曲
6. 戦慄のドナドナ
7. サクラちってサクラ咲いて
8. Talk-2
9. 悪魔のメリークリスマス
10. 悪魔のブルース
11. LET ME BE YOUR FRIEND

### DISC 2
1. GLORIA GLORIA
2. MASQUERADE
3. Talk-3
4. Brand New Song
5. HOLY BLOOD -闘いの血統-
6. 「熱き呼び声」
7. Talk-4
8. KIMIGAYOは千代に八千代の物語
9. Talk-5
10. 世界一のくちづけを
11. SAVE YOUR SOUL 〜美しきクリシェに背をむけて〜
12. 終演後陰アナウンス
13. 開演前陰アナウンス（Bonus track）

## 関連活動絵巻教典（DVD/Blu-ray）
- 続・全席死刑 -LIVE BLACK MASS 大阪- (D.C.18年(2016年)8月24日発布)

## 演奏者（ブックレット上の表記に準ずる）
- H.E. DEMON KAKKA - Vocals & Chairman
- S.G. LUKE TAKAMURA - Guitars & Background Vocals
- E.M. JAIL O'HASHI - Guitars & Background Vocals
- H.H. RAIDEN YUZAWA - Drums
- Dr. XENON ISHIKAWA - Bass
- KAIJIN MATSUZAKI SAMA - Keyboards & Backingground Vocals